# Săcelu
Săcelu est une commune roumaine située dans le județ de Gorj.